# الدوري النمساوي 1954–55
الدوري النمساوي الممتاز 1954–55 (بالألمانية: Österreichische Fußballmeisterschaft 1954/55)‏ هو الموسم 44 من بوندسليغا النمسا لكرة القدم. أشرف على تنظيمه اتحاد النمسا لكرة القدم، وكان عدد الأندية المشاركة فيه 14، وفاز فيه فيرست فيينا.